# Joseph Banowetz
Joseph Banowetz (* 5. Dezember 1934; † 3. Juli 2022) war ein US-amerikanischer Pianist und Musikpädagoge.

## Leben
Banowetz schloss sein Studium an der Universität für Musik und darstellende Kunst Wien mit einem Ersten Preis ab. Seine Lehrer waren Carl Friedberg, ein Schüler Clara Schumanns und György Sándor, ein Schüler Béla Bartóks. Er profilierte sich als einer der bedeutenden Konzertpianisten und Rezitalisten der Gegenwart und trat auf fünf Kontinenten u. a. mit den Sankt Petersburger Philharmonikern, dem New Zealand Symphony Orchestra, dem Prager Rundfunksinfonieorchester, dem Moskauer Staatlichen Akademischen Sinfonieorchester, dem Barcelona Concert Society Orchestra, dem Hong Kong Philharmonic Orchestra, dem Seoul Philharmonic Orchestra, dem Shanghai Symphony Orchestra und dem Beijing Central Philharmonic Orchestra auf. 1992 erhielt er die Liszt-Medaille der ungarischen Liszt-Gesellschaft.
Banowetz' Diskographie umfasst mehr als 45 Alben, darunter zahlreiche Welt-Ersteinspielungen, darunter die erste Gesamtaufnahme aller Werke für Klavier solo und Klavier und Orchester von Anton Rubinstein. Für die Erstaufnahme von Mili Balakirews Scherzos und Mazurkas erhielt er 1987 den Deutschen Musikkritikerpreis. Seine Aufnahmen von  Balakirews 30 Russischen Volksliedern und Paul Kletzkis Klavierkonzert wurden jeweils  für einen Grammy nominiert.
Als Juror wirkte Banowetz an Klavierwettbewerben wie der Arthur Rubinstein International Piano Master Competition in Israel, der Gina Bachauer International Piano Competition, der Hilton Head International Piano Competition und der Los Angeles International Liszt Competition in den USA, der Scottish International Piano Competition und der Antonín Dvořák International Piano Competition in der Tschechischen Republik mit.  (Czech Republic). Er gab Kurse und Meisterklassen am Sankt Petersburger Konservatorium, an der Juilliard School, am Royal College of Music, an den Konservatorien von Peking und Shanghai,  an der Fryderyk-Chopin-Universität für Musik und der Academy for the Performing Arts in Hongkong und war Professor für Klavierperformance an der University of North Texas. Sein Buch The Pianist’s Guide to Pedalling wurde in sieben Sprachen übersetzt und 1985 mit dem Outstanding Academic Book of the Year Award ausgezeichnet.